# 春日神社 (大阪市福島区)
春日神社（かすがじんじゃ）は、大阪市福島区にある神社。古くから藤の名所であったことから藤之宮とも呼ばれていた。

## 由緒
藤原氏の祖神を祭っているといわれている。
江戸時代に刊行された『摂津名所図会』によれば、春日神社は「野田村林中にあり。当所、藤によりて藤原の祖神を祭るならんか」とあり、江戸時代の貞享3年に刊行された『藤伝記』にも藤原氏の分流が春日明神を勧請したと伝えられている。
その後、野田村の庄屋であった藤家の氏神として祭られていた。

## 野田藤

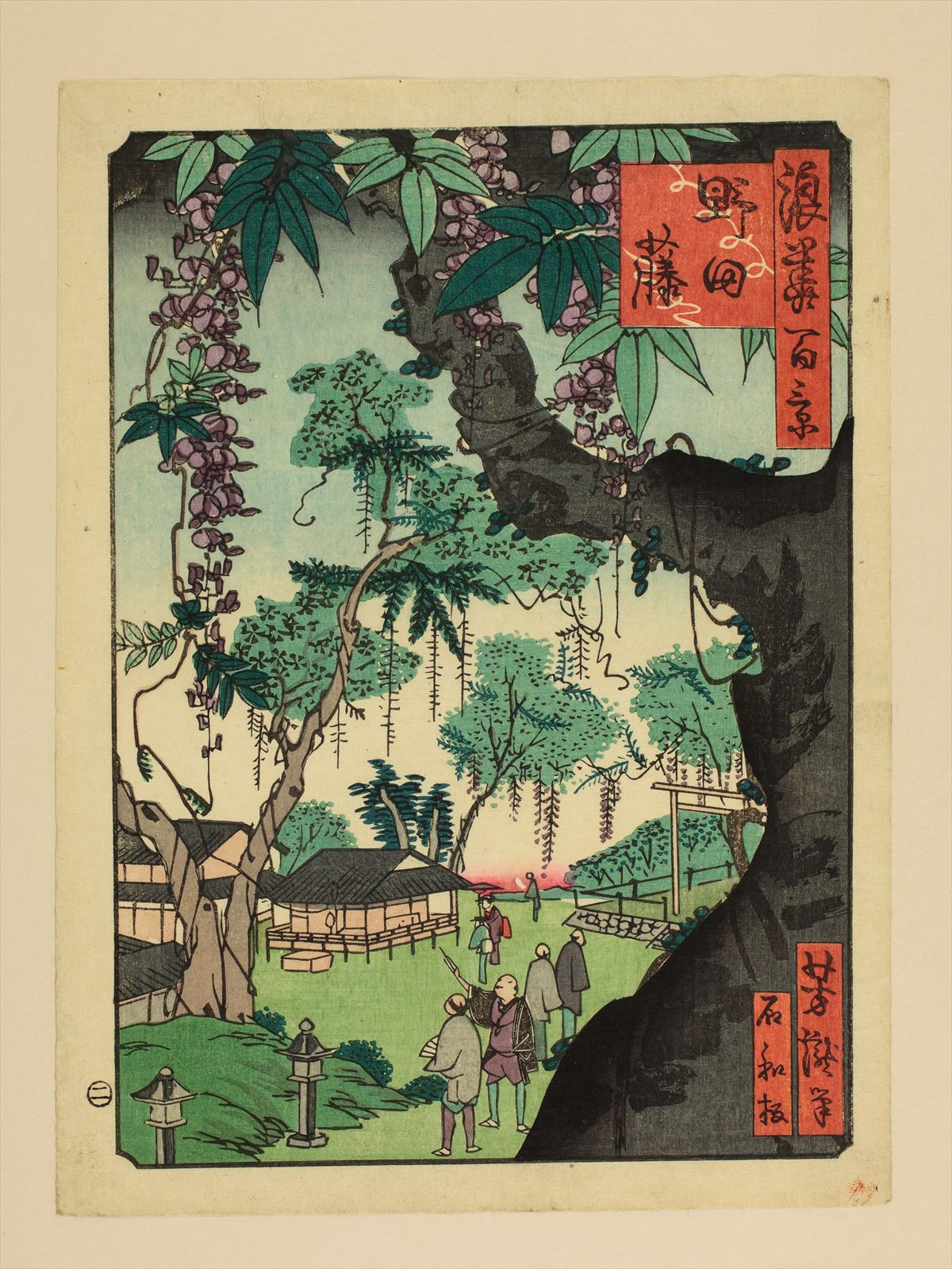
野田藤 (浪花百景)
1800年代。里の家芳瀧/画

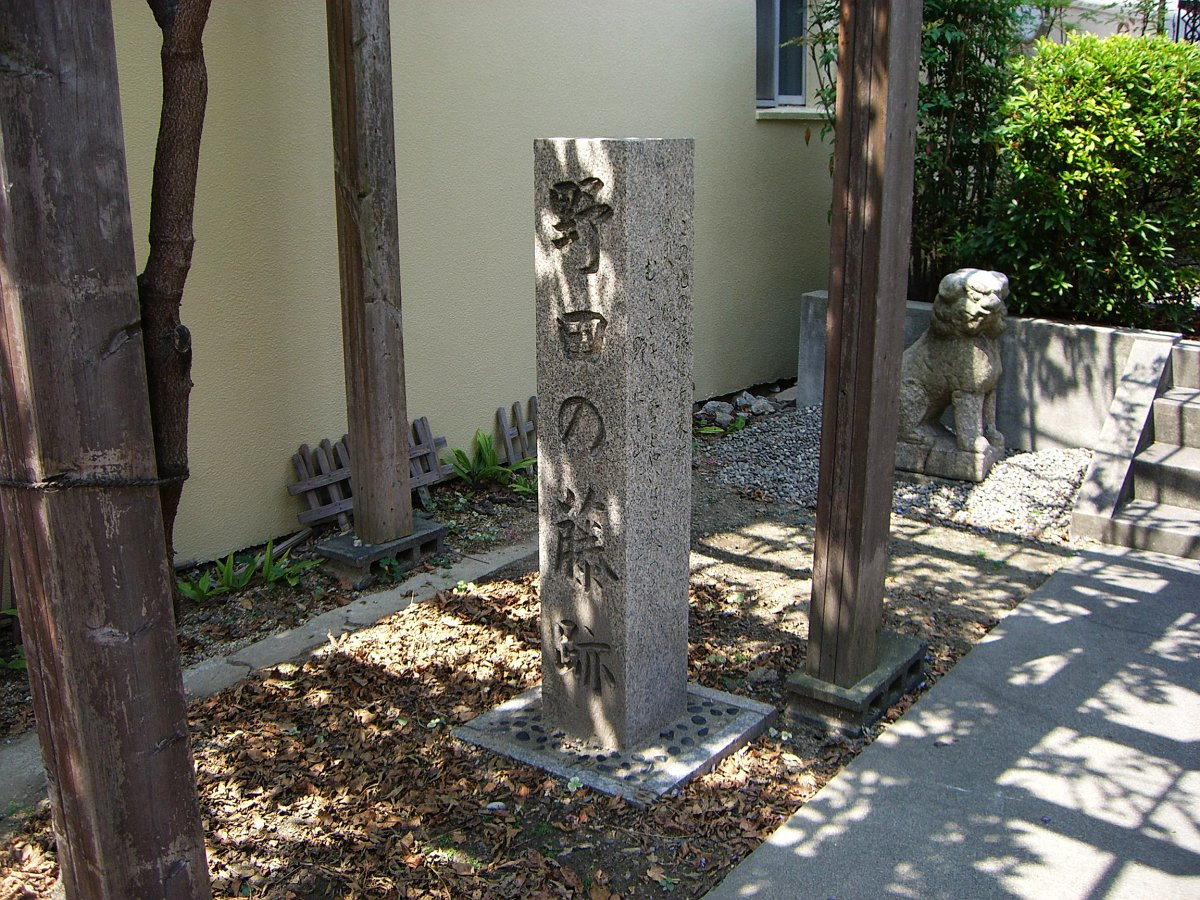
野田の藤跡 碑

この地はフジの一種である野田藤（ノダフジ）が、植物学者の牧野富太郎により命名されるきっかけとなった場所といわれている。（このことにより、世間では『野田藤発祥の地』と呼ばれることもあるが、人工種でないノダフジの『発祥の地』を知るすべは無い）
古くは室町時代の1364年に二代将軍足利義詮が住吉詣の途中に、この地で藤を鑑賞したといわれている。そのときに詠まれた歌が、『野田の藤跡碑』に刻まれており、「むらさきの雲とやいはむ藤の花　野にも山にもはいぞかかれる」。また、「いにしえの ゆかりを今も 紫の ふし浪かかる 野田の玉川」と詠んだとも言われている。その後、玉川の藤は「吉野の桜、野田の藤」と並び称せられた
1594年には豊臣秀吉がこの地を訪れて藤を鑑賞し、休息した茶店「藤亭」で彫らせた額「藤庵」は、現在まで藤家に伝わっている。（この藤庵の庭は、現在は下福島公園内に移設復元されている）
『摂津名所図会』によれば、江戸時代には茶店など出て賑わったと書かれている。その後、明治以降の急激な都市化や、第二次大戦での被災、阪神高速3号神戸線建設などでこの地の野田藤は壊滅状態になった。近年、野田藤の名所の復活のため、近隣の公園や学校で残った古木の種子を元に栽培が行われている。

## 交通
- 千日前線 玉川駅 約500m 徒歩5分
- JR大阪環状線 野田駅 約700m 徒歩9分

なにわ筋側からは、玉川南公園の中を通り抜けて神社の横に出ることが出来る。